# Fanfareorkest Wilhelmina Eindhoven

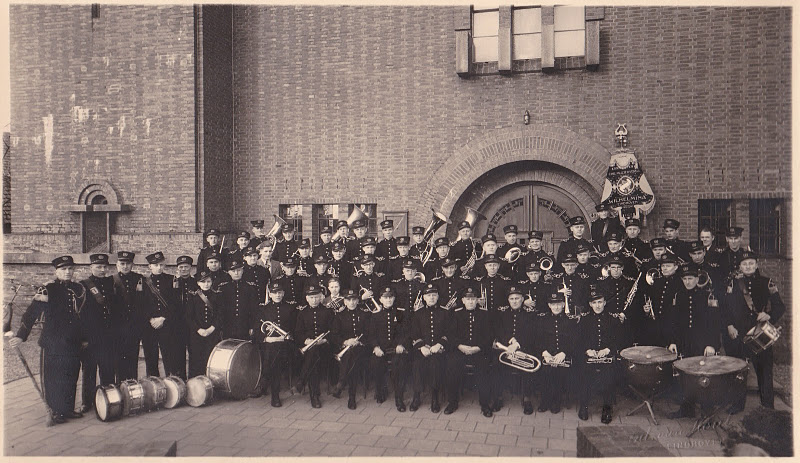
Muziekvereniging Wilhelmina Eindhoven bij de protestantse kerk aan de Schootsestraat in Eindhoven (eerste helft 20e eeuw)

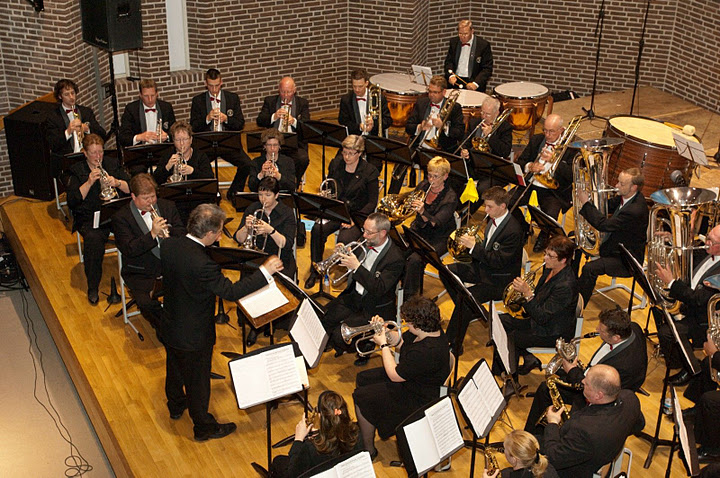
Concert in de Muziekschool te Eindhoven, 17 april 2010

Fanfareorkest Wilhelmina Eindhoven is een Noord-Brabants fanfare-orkest. 

## Korte historie
Na de Eerste Wereldoorlog werd in Eindhoven de Philips-glasfabriek gebouwd en werden de noodzakelijke vakmensen aangetrokken uit de toenmalige glascentra in Nederland, zoals Nieuw-Buinen en Leerdam. Het was in die beginjaren een moeilijke tijd voor degenen die niet dezelfde taal spraken als de Brabanders en veelal ook een andere godsdienst hadden, waardoor de 'buitenstaanders' zich verenigden. Zo werd op 24 januari 1924 de Christelijke Muziekvereniging Wilhelmina" Eindhoven als fanfare-orkest opgericht.
De van oorsprong overwegend protestantse signatuur van de leden is in de loop der jaren veranderd en zo werd medio jaren negentig besloten om de naam te wijzigen in Muziekvereniging Wilhelmina Eindhoven en vanaf begin 2020 in Fanfareorkest Wilhelmina Eindhoven.
De fanfare is de enige in Eindhoven en onderscheidt zich daarmee van overige muziekverenigingen (veelal harmonieën) in Eindhoven. Tijdens een concours in 2018 werd een eerste prijs behaald in de tweede divisie.

## Activiteiten
Het fanfareorkest geeft meerdere malen per jaar concerten in concertzalen en ook bij publieke evenementen. Bij de activiteiten ligt het hoofdaccent op het geven van podiumconcerten. Ongeveer tweemaal per jaar wordt een concert gegeven, bijvoorbeeld in het Muziekcentrum Frits Philips. Ook worden uitwisselingsconcerten gegeven met zusterverenigingen.

## Volkskerstzang
De Volkskerstzang is een jaarlijks terugkerende gebeurtenis, die sedert 1956 wordt gehouden. Traditioneel vindt de Volkskerstzang plaats op de zondag voor Kerst. Vroeger vond het evenement plaats in de inmiddels verdwenen Evenementenhal in Eindhoven. Later werd de Volkskerstzang in Muziekcentrum Frits Philips in Eindhoven gehouden. Vanaf 2019 vind de Volkskerstzang plaats in een kerkgebouw. Diverse koren en solisten leveren ook hun bijdrage.